# Бестужевское
Бестуже́вское — село в Адлерском районе муниципального образования город-курорт Сочи Краснодарского края. Входит в состав Кудепстинского сельского округа.

## География
Селение расположено в междуречье рек Большой и Малой Хероты, в 25 км к юго-востоку от Центрального Сочи.

## Население
| 2002 | 2010 |
| ---- | ---- |
| 302  | ↘287 |

## Улицы
- Большая
- Главная
- Дубравская
- Пастушечья
- Пензенская
- Подпасечная
- Тихая